# Josep Ibarz i Gilart
Josep Ramon Ibarz i Gilart (París, 1961) és un polític català i alcalde d'Almacelles des de l'any 2003-2021.
Va nàixer a París i als 14 anys va marxar de la capital francesa per anar a viure a Almacelles d'on n'era la seva família per part de pare i mare. Des de llavors sempre ha residit a la vila amb la seva dona i les seves filles.
La seva trajectòria política s'inicià el 1987 quan es va afiliar a Convergència Democràtica de Catalunya i a la Joventut Nacionalista de Catalunya. Des d'aleshores, ha ocupat diverses responsabilitats dins del partit. Ha estat membre de l'executiva local de CDC, de l'executiva Comarcal del Segrià, cap local de CDC, i conseller nacional de Convergència.
L'any 1991 va entrar com a regidor a l'Ajuntament d'Almacelles. Com a regidor de govern va ser responsable de l'àrea de Joventut, Agricultura i Medi Ambient (1991-1995). Essent regidor a l'Ajuntament va ser conseller del Consell Comarcal del Segrià durant la legislatura 1999-2003 i vicepresident en la de 2003-2007.
L'any 2003 va guanyar les eleccions municipals d'Almacelles i va accedir a l'alcaldia. El 2007 va revalidar la seva victòria amb majoria absoluta i des de llavors també és diputat provincial de la Diputació de Lleida.
L'any 2008 inaugurà una plaça anomenada en honor de Frederic Godàs a Almacelles. L'any 2009 inaugurà un pont sobre les vies d'Almacelles i demanà als governs de Catalunya i d'Aragó la construcció d'una línia de rodalies entre Montsó i Lleida. El 2015 és escollit com a president de l'AICEI (Associació Internacional de Ciutats i Entitats de la Il·lustració), de la qual Almacelles en forma part.
Ha tingut diverses denúncies per part dels Comuns, totes arxivades, menys una sobre la contractació irregular d'uns treballadors, la defensa va argumentar que els treballadors havien set seleccionats pel Servei d'ocupació de Catalunya (SOC), que un cop realitzades les entrevistes per part del regidor de personal era la Junta de Govern qui aprovava la contracció, sense cap objecció del secretari i interventor. Al 2021 el jutge dicta una condemna no ferma de 9 anys d'inhabilitació política, Ibarz per respecte a la justícia i per dignitat política va voler dimitir com alcalde, a l'espera d'aconseguir la seva absolució .